# Vrbovsko
Vrbovsko je grad u Hrvatskoj, smješten na području Gorskog kotara.

## Gradska naselja
Vrbovsko obuhvaća 65 naselja (stanje 2006.), to su: 
Blaževci, 
Bunjevci, 
Carevići, 
Damalj, 
Dokmanovići, 
Dolenci, 
Donji Vučkovići, 
Donji Vukšići, 
Draga Lukovdolska, 
Dragovići, 
Gomirje, 
Gorenci, 
Gornji Vučkovići, 
Gornji Vukšići, 
Hajdine, 
Hambarište, 
Jablan, 
Jakšići, 
Kamensko, 
Klanac, 
Komlenići, Lesci, 
Liplje, 
Lukovdol, 
Ljubošina, 
Majer, 
Mali Jadrč, 
Matići, 
Međedi, 
Mlinari, 
Močile, 
Moravice, 
Musulini, 
Nadvučnik, 
Nikšići, 
Osojnik, 
Petrovići, 
Plemenitaš, 
Plešivica, 
Podvučnik, 
Poljana, 
Presika, 
Radigojna, 
Radočaj, 
Radoševići, 
Rim, 
Rtić, 
Severin na Kupi, 
Smišljak, 
Stubica, 
Štefanci, 
Tići, 
Tomići, 
Topolovica, 
Tuk, 
Veliki Jadrč, 
Vrbovsko, 
Vučinići, 
Vučnik, 
Vujnovići, 
Vukelići, 
Zapeć, 
Zaumol, 
Zdihovo i 
Žakule.

## Zemljopis
Vrbovsko je najistočniji grad Gorskog kotara. Na zapadu graniči s općinama Brod Moravice i Ravna Gora, na jugu s gradom Ogulinom, na istoku s općinom Bosiljevo, a na sjeveru s Republikom Slovenijom. Kroz područje grada Vrbovskog protječu dvije veće rijeke: Dobra i Kupa.

## Stanovništvo
U Vrbovskom je prema popisu stanovništva iz 2011. godine živjelo 5076 osoba. 
Od toga najviše Hrvata (60,25 %) i značajan udio srpske manjine (35,22 %).
| broj stanovnika | 10064 | 10601 | 11391 | 11920 | 11001 | 10230 | 9663  | 10825 | 8714  | 9077  | 8663  | 8411  | 7344  | 7528  | 6047  | 5076  | 3876  |
|                 | 1857. | 1869. | 1880. | 1890. | 1900. | 1910. | 1921. | 1931. | 1948. | 1953. | 1961. | 1971. | 1981. | 1991. | 2001. | 2011. | 2021. |

| broj stanovnika | 1216  | 1346  | 1423  | 1506  | 1490  | 1306  | 1269  | 1531  | 1395  | 1736  | 1945  | 2037  | 1993  | 2047  | 1894  | 1673  | 1257  |
|                 | 1857. | 1869. | 1880. | 1890. | 1900. | 1910. | 1921. | 1931. | 1948. | 1953. | 1961. | 1971. | 1981. | 1991. | 2001. | 2011. | 2021. |

## Gospodarstvo
Za gospodarstvo je značajna drvna industrija.

## Poznate osobe
- Ivan Goran Kovačić, hrvatski pjesnik i književnik
- Blanda Stipetić, hrvatska katolička redovnica
- Pero Kvrgić, hrvatski kazališni, filmski i televizijski glumac

## Spomenici i znamenitosti
- Manastir Gomirje
- Hram sv. Velikomučenika Georgija u Moravicama
- Kapela sv. Franje Ksaverskog u Rtiću
- Frankopanski dvorac u Severinu na Kupi
- Crkva sv. Ivana Nepomuka u Vrbovskom
- Crkva sv. Marije na nebo uzete u Lukovdolu
- Crkva Svih Svetih u Velikom Jadrču
- Kapela sv. Antuna Padovanskog – 1710. god.

## Obrazovanje
U Vrbovskom djeluje Osnovna škola Ivana Gorana Kovačića s nekoliko područnih škola u manjim naseljima, te srednja Željeznička tehnička škola u Moravicama.

## Kultura
Jedna od najvažnijih kulturnih manifestacija je Goranovo proljeće koje svake godine, 21. ožujka, počinje dodjelom Goranovog vijenca i nagrade Goran za mlade pjesnike u Lukovdolu.

## Šport
- NK Vrbovsko
- TK Vrbovsko
- RK Vrbovsko
- NK Željezničar Moravice
- NK Gomirje
- ŽRK Vrbovsko
- KK Policajac
- KK Kamačnik
- KK Vrbovsko
- KK Gomirje

## Vanjske poveznice
- Službene stranice grada Vrbovsko
- Turistička zajednica grada Vrbovsko
- www.moravice.com  Arhivirana inačica izvorne stranice od 5. kolovoza 2018. (Wayback Machine)

|  | Portal Hrvatske – Pristup člancima s tematikom o Hrvatskoj. |